# Prähistorische Körbe in Europa
Ein Großteil der Prähistorischen Körbe in Europa stammt aus Pfahlbausiedlungen in Feuchtgebieten, wie Hornstaad am Bodensee (um 3900 v. Chr.), da Gewässer und Moore organisches Material mitunter gut konservieren. Über das frühere Vorkommen steinzeitlicher Geflechtsarten, ihre Herkunft und weitere Entwicklung lässt sich mangels entsprechender Funde fast nichts aussagen. Einfache Formen sind schon für das Paläolithikum anzunehmen, wo für das Fehlen von Tongefäßen irgendein Ersatz vorhanden gewesen sein muss, wobei es sich auch um Leder- oder Rindengefäße gehandelt haben kann.

## Randparallele Geflechte
Randparallele Geflechte sind solche, bei denen Geflechtsstreifen und Geflechtsstränge parallel zu den Rändern des fertigen Gefechts laufen. Meist handelt es sich dabei um rechteckige Matten, es können aber auch Schachteln, Hüte und ähnliche Gegenstände in dieser Technik hergestellt werden.
Diese Geflechte lassen zwei Bindungsarten erkennen.

### Mit Köperbindung
Abgesehen von den Abdrücken in Ton sind keine im Original erhaltenen Belege zu finden.
Beispiel: Aradac in Jugoslawien

### Mit Leinwandbindung
Abgesehen von den Abdrücken in Ton sind auch hier keine im Original erhaltenen Belege zu finden.
Bsp: Backteller aus der Siedlung Weiher bei Thayngen (Kt. Schaffhausen) – wahrscheinlich Michelsberger Kultur – darauf fanden sich Abdrücke einer geflochtenen (Boden-)Matte, welche offenbar aus einem bast- oder eher grasartigen Material bestand.

## Spiralwulstgeflechte
Diese Flechtart ist eine der häufigsten der Pfahlbauten und scheint hauptsächlich bei der Herstellung von Körben verwendet worden zu sein.
Beispiel: Bodenstück eines Spiralwulstkorbes Art1 – Schötz, Kt. Luzern u. Wauilermoos, Kt. Luzern, Schweiz 

Beispiel: Bodenstück eines Spiralwulstkorbes Art2 – Murtensee, Schweiz u. St. Aubin, Port-Conty

## Geflechte mit Zwirnbindung
Im Prinzip: Querbefestigung zahlreicher parallel nebeneinander liegender Stränge.
- Variante A: Der Zwirn läuft in regelmäßigen Abständen über die Geflechtstränge.

Beispiel: Korbfunde aus der Cueva de los Murcielagos, Spanien
- Variante B: Die Zwirne liegen paarweise nebeneinander und bilden dadurch eine andere Musterung als bei Variante A. Sie bestehen aus ziemlich starken Schnüren, die bewirken, dass die Flechtsränge sich gegenseitig nicht berühren.

- Variante C:Bei dieser Variante werden die Zwirnstreifen ganz dicht zusammengeschoben. Die Kettenstränge können unter den Flechtstreifen vollständig verschwinden. Es entsteht geradezu ein gewebeartiges Geflecht.

Beispiel: Körbe aus der Cueva de los Murciélagos, Spanien
Beispiel: Tasche in Zwirnflechterei, Niederwil (Kanton Thurgau), Schweiz
Zur Herstellung eines solchen Geflechts gibt es verschiedene Theorien, die naheliegendste (und experimentell erprobte) ist wohl die von Vogt beschriebene. Dabei hält die linke Hand die Kettenstränge, die bei der Mattenfabrikation oben befestigt sind, beim Flechten von Taschen und Körben aber frei gehalten werden. Die rechte Hand hat abwechselnd den einen der beiden Zwirnstreifen unter einem Kettenstrang durch wieder nach oben zu ziehen. Es wird also jeweils immer nur ein Zwirnfaden betätigt. Eine weitere Möglichkeit wäre die Überflechtung von Gegenständen.

## Geflechte mit Zopfbindung
Geflechte mit Zopfbindung sind bisher nur aus Spanien bekannt. Dass in der Steinzeit das Flechten von Zöpfchen geläufig war, beweisen mehrere Gewebefransen, bei denen jeweils aus drei Kettenfäden feine Zöpfchen mit Endknöpfen verfertigt wurden.
Beispiel: Körbe aus Cueva de los Murcielagos, Spanien